# Enantiophoenix electrophyla
Enantiophoenix electrophyla — вимерлий птах родини Avisauridae, який мешкав в крейдяному періоді близько 95 млн років тому. Скам'янілості знайдені у 2008 році на території Лівану.
Цей невеликий птах мав приблизно до 15 см в довжину. Єдиний відомий скелет включає грудну кістку і більшу частину стопи. Задні кінцівки були оснащені вигнутими пазурами, які, ймовірно, допомагали сидіти на гілках дерев.
Птаха того було класифіковано до Enantiornithes, великої групи птахів, яка домінувала в крейдяний період. Більш конкретно Enantiophoenix був представником Avisauridae, примітивної родини Enantiornithes, що траплялася в Європі, Південній Америці та Північній Америці і на Близькому Сході. Предків родини виявлено серед примітивних птахів з Далекого Сходу, особливо Китаю. Цей рід займає проміжне положення між пізньокрейдовими авізаврами типовими для західної півкулі, тому що предки цієї групи були знайдені в Азії. Enantiophoenix також є найстарішим серед птахів, знайдених у відкладеннях Аравійської плити.
Скам'янілості показують, що тварина часто використовувала дерева (вигнуті пазурі для схоплювання гілок дерев). На тілі були знайдені сліди бурштину: здається, що птах іноді харчувався смолою (яка через мільйони років могла стати бурштином). Звідси й назва виду тварини, electrophyla означає «любитель бурштину».